# Питър Крауз
Питър Уилям Крауз (на английски: Peter William Krause) (роден на 12 август 1965 г.) е американски актьор. Известен е с ролите си на Кейси Маккол в „Спортна вечер“, Нейт Фишър в „Два метра под земята ООД“ и Адам Брейвърман в „Родителство“.

## Личен живот
Крауз и бившата му приятелка Кристин Кинг имат син на име Роман, роден през 2001 г. От 2010 г. той има връзка с актрисата Лорън Греъм. Запознават се през 1995 г. по време на снимките на ситкома „Карълайн в града“, а започват да се срещат, докато играят в сериала „Родителство“. Живеят в Лос Анджелис.

## Избрана филмография
- Бевърли Хилс, 90210 (1992)
- Сайнфелд (1992)
- На гости на третата планета (1997)
- Шоуто на Труман (1998)
- Два метра под земята ООД (2001)
- Звяр (2011)
- 911 (2018)